# Gaurotes glabratula
Gaurotes glabratula är en skalbaggsart som beskrevs av Carolus Holzschuh 1998.
Gaurotes glabratula ingår i släktet Gaurotes och familjen långhorningar. Inga underarter finns listade i Catalogue of Life.